# Ackerhügelland nördlich Weimar mit Ettersberg
Ackerhügelland nördlich Weimar mit Ettersberg este o arie protejată (arie de protecție specială avifaunistică — SPA) din Germania întinsă pe o suprafață de 18.703 ha, integral pe uscat.

## Localizare
Centrul sitului Ackerhügelland nördlich Weimar mit Ettersberg este situat la coordonatele 51°01′40″N 11°18′35″E / 51.0278°N 11.3097°E.

## Înființare
Situl Ackerhügelland nördlich Weimar mit Ettersberg a fost declarat arie de protecție specială avifaunistică în mai 2007 pentru a proteja 46 de specii de animale.

## Biodiversitate
Situată în ecoregiunea continentală, aria protejată nu include niciun habitat protejat.
La baza desemnării sitului se află mai multe specii protejate de  păsări (46): pescăruș albastru (Alcedo atthis), rață lingurar (Anas clypeata), Anas platyrhynchos platyrhynchos, fâsă de luncă (Anthus pratensis), ciuf de câmp (Asio flammeus), rață-cu-cap-castaniu (Aythya ferina), rața moțată (Aythya fuligula), buha (Bubo bubo), Charadrius dubius curonicus, Charadrius morinellus, barză albă (Ciconia ciconia ciconia), barză neagră (Ciconia nigra), erete de stuf (Circus aeruginosus), erete vânăt (Circus cyaneus), erete cenușiu (Circus pygargus), cristeiul de câmp (Crex crex), lebădă de vară (Cygnus olor), ciocănitoarea de stejar (Dendrocopos medius), ciocănitoare neagră (Dryocopus martius), egretă albă (Egretta alba), presură sură (Emberiza calandra), șoim de iarnă (Falco columbarius), șoimul rândunelelor (Falco subbuteo), muscar (Ficedula parva), Fulica atra atra, Gallinula chloropus chloropus, Grus grus grus, capîntortură (Jynx torquilla), sfrâncioc roșiatic (Lanius collurio), sfrâncioc mare (Lanius excubitor excubitor), grelușelul-de-tufiș (Locustella fluviatilis), ciocârlie de pădure (Lullula arborea), gaia neagră (Milvus migrans), gaia roșie (Milvus milvus), codobatura galbenă (Motacilla flava), viespar (Pernis apivorus), cormoran mare (Phalacrocorax carbo carbo), bătăuș (Philomachus pugnax), ciocănitoare verzuie (Picus canus), Podiceps cristatus cristatus, mărăcinar (Saxicola rubetra), sitar de pădure (Scolopax rusticola), silvie porumbacă (Sylvia nisoria), Tachybaptus ruficollis ruficollis, fluierarul de zăvoi (Tringa ochropus), nagâț (Vanellus vanellus).
Pe lângă speciile protejate, pe teritoriul sitului au mai fost identificate 2 specii de păsări.